# Martin Plum
Martin Plum (* 26. Februar 1982 in Mönchengladbach) ist ein deutscher Jurist und Politiker (CDU) und seit 2021 Mitglied des Deutschen Bundestags.

## Leben
Plum wuchs in Dülken auf und studierte Rechtswissenschaft an der Bucerius Law School in Hamburg. Er bestand 2007 die Erste Juristische Staatsprüfung und absolvierte dann mit einem Stipendium der Konrad-Adenauer-Stiftung bis 2009 ein Promotionsstudium an der Universität Bonn (Dissertation: Tendenzschutz im europäischen Arbeitsrecht). Von 2009 bis 2011 absolvierte er das Rechtsreferendariat und machte die zweite Juristische Staatsprüfung.
Er wurde 2011 als Rechtsanwalt zugelassen und arbeitete im Düsseldorfer Büro einer Rechtsanwaltskanzlei für Arbeitsrecht. 2012 wurde er Richter. Nach Stationen an den Arbeitsgerichten Düsseldorf, Köln und Wesel wurde er 2015 dem Arbeitsgericht Düsseldorf zugewiesen. Von 2016 bis 2018 war er als Wissenschaftlicher Mitarbeiter an das Bundesarbeitsgericht in Erfurt abgeordnet. Seitdem ist er wieder Richter am Arbeitsgericht Düsseldorf.
Er hat Gesetzeskommentare, Beiträge in Handbüchern sowie Aufsätze und Entscheidungsanmerkungen in juristischen Fachzeitschriften veröffentlicht.

### Politik
Plum trat mit 16 Jahren in die CDU ein. Im Jahr 2000 wurde er Mitglied im Kreisvorstand der Jungen Union Viersen und war dort acht Jahre lang Pressesprecher. Von 2006 bis 2018 war er im Bezirksvorstand der JU Niederrhein. Seit 2008 ist er (mit Unterbrechungen) Mitglied der CDU-Fraktion im Kreistag Viersen. 2008 wurde er als Beisitzer in den Landesvorstand der JU Nordrhein-Westfalen gewählt. Von 2009 bis 2014 war er als Landesjustiziar Mitglied des geschäftsführenden Landesvorstandes der JU Nordrhein-Westfalen. Von 2014 bis 2018 war er Beisitzer im Bundesvorstand der JU. 2015 war er im Vorstand der CDU Viersen. Seit 2018 ist er Beisitzer im Kreisvorstand der CDU Kreis Viersen.
Plum kandidierte bei der Bundestagswahl 2021 im Bundestagswahlkreis Viersen erfolgreich für den 20. Deutschen Bundestag.
Bei der vorgezogenen Neuwahl 2025 konnte Plum erneut mit einem Direktmandat in den Bundestag einziehen. Im 21. Deutschen Bundestag ist er Mitglied der Ausschüsse für Digitales und Staatsmodernisierung sowie für Recht und Verbraucherschutz.

### Privates
Plum ist seit 2015 verheiratet und hat zwei Kinder.